# New Tomorrow
New Tomorrow é uma canção da banda A Friend In London. Eles representaram a Dinamarca no Festival Eurovisão da Canção 2011 na segunda semi-final, terminando em 2º lugar com 135 pontos, conseguindo passar á final e classificando-se em 5º lugar com 134 pontos na final.